# Gustave Guillaumet

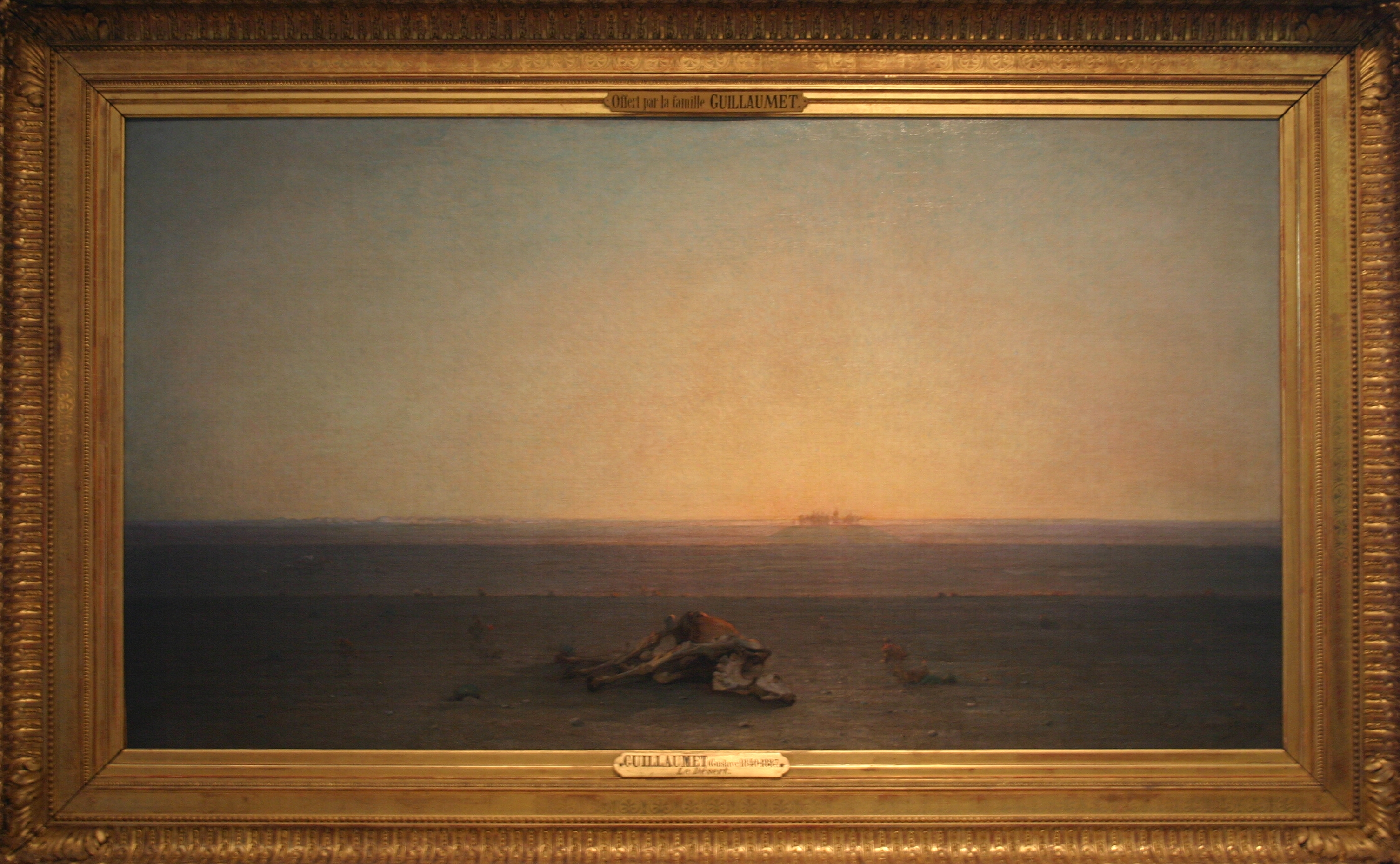
Le Sahara.

Gustave Achille Guillaumet, född den 26 mars 1840 i Puteaux (Hauts-de-Seine), död den 14 mars 1887 i Paris, var en fransk målare. Han var far till Gustave Guillaume.

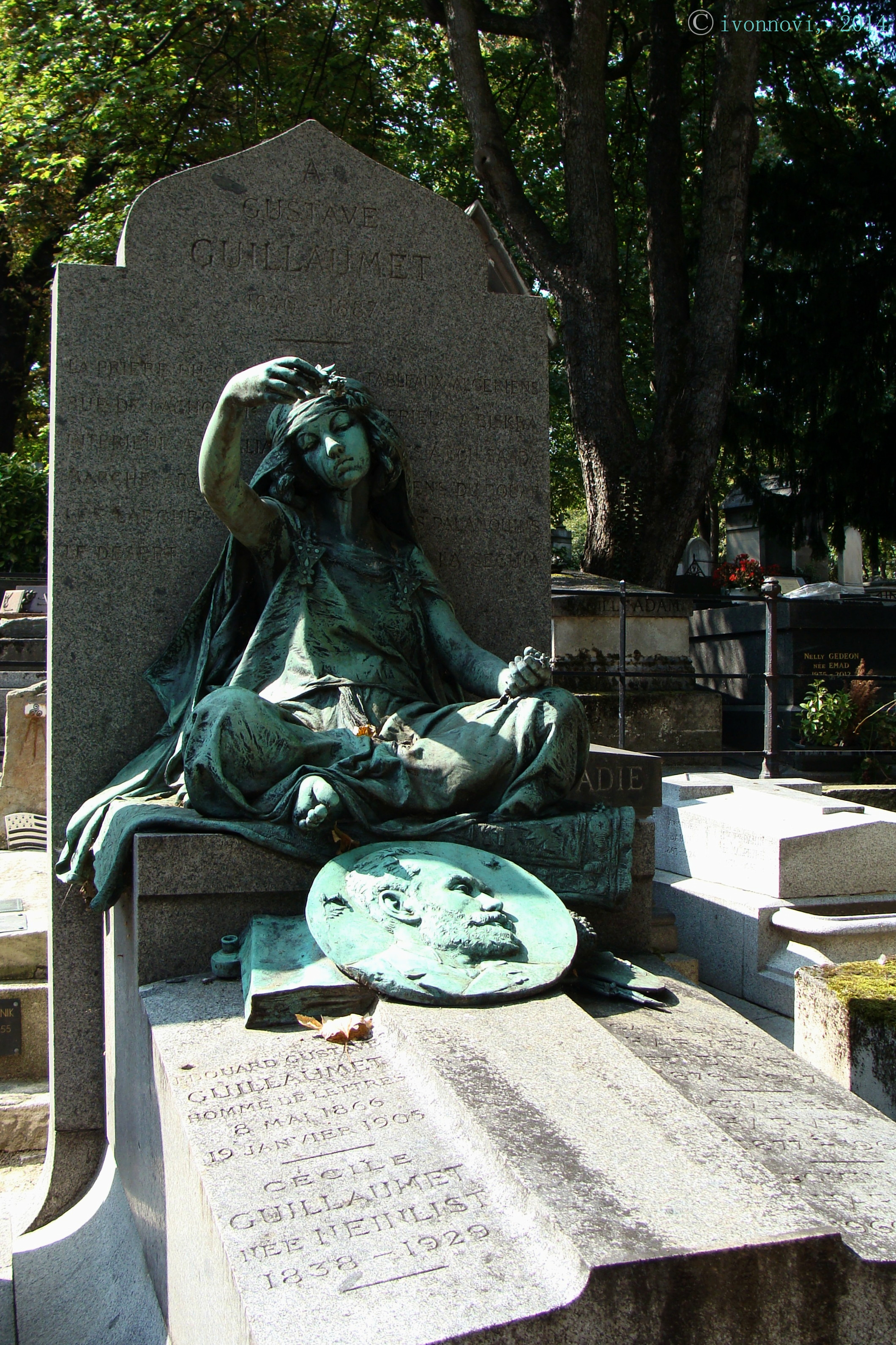
Guillaumets grav på Montmartrekyrkogården; bronsskulpturen Spinnaren från Bu Saada utfördes av Louis-Ernest Barrias.

Guillaumet utbildade sig genom studier i Alger till en framstående orientmålare med stor teknisk skicklighet och blick för det kulturhistoriska.